# Medal Wyzwolenia Kłajpedy
Medal Wyzwolenia Kłajpedy (lit. Klaipėdos išvadavimo medalis) – litewski medal uznawany za odznaczenie Związku Strzelców i Najwyższego Komitetu Wyzwolenia Litwy Mniejszej (Małej Litwy), później został uznany przez władze Republiki Litewskiej i wojskowi mogli nosić go wraz z innymi oficjalnymi odznaczeniami.
Podzielony był na dwa stopnie: srebrny (dla wyższej rangi wojskowych, kierownictwa powstania i członków ww. komitetu) i brązowy (dla pozostałych uczestników).
Medal miał być wręczany z okazji 2 rocznicy zajęcia Okręgu Kłajpedy przez wojska litewskie w styczniu 1923 roku.
Medal miał kształt tarczy o wymiarach 32 × 55 mm, z wizerunkiem krzyża pogoni i z inskrypcją na bocznych krawędziach Najwyższy Komitet Wyzwolenia Litwy Mniejszej (VYR. MAŽ. LIETUVOS GELBĖJIMO KOMITETAS) na awersie, a na rewersie widnieje wizerunek jelenia przed, a latarni za murem oraz napis na bocznych krawędziach KŁAJPEDA 15 STYCZNIA 1923 (KLAIPĖDA 1923 m. SAUSIO 15. d.). Tarcza połączona była nieruchomo z zawieszką (z wizerunkiem Litewskiego Herbu na awersie i murem z trzema wieżami nad wodą, na której znajduje się pusta łódka na rewersie) mocowaną do trójkolorowej, zielono-biało-czerwonej wstążki wiązanej w pięciokąt na wzór francuski.